# Dennenkaardertje
Het dennenkaardertje (Lathys humilis) is een spinnensoort in de taxonomische indeling van de kaardertjes (Dictynidae).
Het dier behoort tot het geslacht Lathys. De wetenschappelijke naam van de soort werd voor het eerst geldig gepubliceerd in 1855 door John Blackwall.